# Amanite fauve
 (juillet 2018).
Si vous disposez d'ouvrages ou d'articles de référence ou si vous connaissez des sites web de qualité traitant du thème abordé ici, merci de compléter l'article en donnant les références utiles à sa vérifiabilité et en les liant à la section « Notes et références ».
Amanita fulva
Espèce
L'Amanite fauve (Amanita fulva) est une espèce de champignons du genre Amanita et de la famille des Amanitaceae. Anciennement classée dans le sous-genre Amanitopsis, elle fait maintenant partie du sous-genre Vaginae, marqué par l'absence d'anneau, la marge du chapeau striée, un voile général membraneux, non friable, la volve en sac et le chapeau nu. Le représentant le plus connu de cette section est Amanita vaginata (l'Amanite vaginée, Grisette), dont Amanita fulva a longtemps été considéré comme en étant une variété.

## Description
Champignon d'aspect grêle poussant à la fin de l'été et en automne, dans les bois ou les forêts de feuillus, le plus souvent sur sol acide. Le chapeau, à marge striée, lisse et légèrement visqueux, est de couleur fauve, souvent avec des nuances orangées. Ovoïde au début, il est ensuite campanulé avec un mamelon central. Lamelles peu serrées et blanches. Le pied, creux et fragile, est très étroit (environ 12 cm de long pour 1 cm de large), blanc ou beige. Il ne porte aucune chinure. Volve en sac assez large par rapport au pied. Chair blanche sans saveur particulière.

## Comestibilité
Plusieurs amanites étant mortelles ou fortement toxiques, il convient d'être très prudent quand on récolte ces champignons. Cependant, l'absence d'anneau et le long pied grêle permettent assez facilement d'identifier la section Vaginae. 
L'amanite fauve est comestible, mais à condition d'être bien cuite avant d'être consommée : elle contient en effet des hémolysines, toxines s'attaquant aux globules rouges, mais ces toxines sont détruites à partir de 70°C. 
En outre, comme beaucoup de champignons, cette amanite peut fortement bioconcentrer des métaux lourds et/ou métalloïdes toxiques si le sol ou le substrat en contiennent. Le mercure est un métal volatile. Une partie du mercure absorbé peut être relargé dans l'air à la cuisson (la vapeur de mercure est toxique),, mais il ne devrait pas être cueilli en zone polluée ou naturellement riche en métaux ou métalloïdes toxiques.
Ce n'est enfin pas un champignon très recherché car son pied ne présente pas d'intérêt culinaire et son chapeau est peu charnu. S'abstenir de le manger évitera toute prise de risque pour les cueilleurs peu confirmés.